# Oceana-Nunatak
Der Oceana-Nunatak (auch bekannt als Oceanainsel) ist ein inselartiger und 270 m hoher Nunatak vor der Nordenskjöld-Küste des Grahamlands auf der Antarktischen Halbinsel. Er ist der östlichste der Nunatakker in der Gruppe der Robbeninseln und liegt an der Nordwestspitze der Robertson-Insel.
Entdeckt wurde er im Dezember 1893 bei der Walfangexpedition (1892–1894) des norwegischen Walfängers und Antarktisforschers Carl Anton Larsen. Larsen benannte ihn nach der in Sandefjord ansässigen Reederei Oceana, die seine Expedition unterstützte.